# 韋恩縣 (西維吉尼亞州)
韋恩縣（英語：Wayne County）是美国西維吉尼亞州西部的一個縣，面積1,327平方公里，2020年美國人口普查共有人口38,982人。首府韋恩。